# Ioan Vancea
Ioan Vancea de Buteasa (n.  18 mai 1820, Vășad, Bihor, Transilvania – d. 31 iulie 1892, Blaj, Comitatul Alba de Jos, Transilvania) a fost un preot, episcop și mitropolit greco-catolic român. 

## Originea
Familia lui Ioan Vancea era de origine maramureșană, din Oncești (Văncești), trecută prin Buteasa (Țara Chioarului), de unde provine numele său nobiliar, de Buteasa, și stabilită apoi la Vașăd, în Bihor.

## Studiile
A făcut două clase elementare în satul natal, iar apoi la Oradea, ca elev internist la Seminarul Tinerimei Române Unite. Studiile secundare, precum și doi ani de filosofie și le-a făcut la Liceul Premonstratens din Oradea, ca bursier al fundației „Ignațiu Darabant”. În continuare, în 1841, a fost trimis de Episcopia Română Unită de Oradea la Seminarul „Sfânta Barbara” din Viena, unde a absolvit 4 ani de teologie.
Revenit de la Viena, a fost hirotonit preot celib, la 10 august 1845, odată cu consacrarea bisericii din Vășad, de către episcopul greco-catolic român Vasile Erdeli-Ardeleanu. A fost numit cancelar și protocolist al cancelariei episcopale. La 19 noiembrie 1845, a fost numit capelan la Macău (azi Makó, în sud-estul Ungariei), iar la 7 decembrie 1845, având o pregătire și calități sacerdotale superioare, a fost trimis, la  Institutul „Sfântul Augustin” („Augustineum”) din Viena, unde a obținut titlul de doctor în teologie, în anul 1848.

## Activitatea de preot și episcop
Revenit la Oradea, la 31 iulie 1848, tânărul preot, doctor în teologie, Ioan Vancea, a fost numit arhivar, protocolist, vicenotar consistorial și profesor de prepandie la Școala Normală Română Unită (Preparandia), iar apoi secretar episcopal.
În 1855, a fost numit canonic, rămânând și director al cancelariei diecezane și inspector școlar diecezan, precum și secretar episcopal.
La 4 iulie 1865, a fost numit episcop al diecezei de Gherla, în locul rămas vacant prin decesul episcopului Ioan Alexi. Papa Pius al IX-lea, prin bula din 25 septembrie 1865, a confirmat alegerea, iar la 3 decembrie 1865, a fost consacrat episcop, prin punerea mâinilor episcopului Iosif Pop Silaghi (Sălăjanul), în calitate de împuternicit al mitropolitului Alexandru Șterca-Șuluțiu, în catedrala greco-catolică din Oradea. La 28 ianuarie 1866, a fost instalat la Gherla, unde a fost primit triumfal.
A făcut vizitații canonice în părțile Năsăudului, Becleanului, Dejului și Gherlei.
În cei doi ani de episcopat la Gherla, Ioan Vancea a înființat o tipografie, a reglementat viața preoților și poporului, în conformitate cu morala creștină. În această ordine de idei, a reglementat examenul cural, obligatoriu pentru candidații la preoție, înainte de hirotonire.
A editat primul șematism diocezan, în 1867. 
Episcopul Ioan Vancea de Buteasa a sprijinit dezvoltarea învățământului românesc, orice avansare preoțească fiind condiționată de progresul calității învățământului din școlile confesionale parohiale. 
A cerut și a introdus studiul limbii române, inclusiv cântări bisericești, pentru elevii români din gimnaziile catolice.

## Arhiepiscop și mitropolit al Blajului
În urma decesului mitropolitului Alexandru Șterca-Șuluțiu, sinodul electoral întrunit la Blaj, l-a ales în data de 11 august 1868 pe episcopul Gherlei pe primul loc, cu 59 de voturi. Pe locurile următoare se clasaseră, în ordine: Timotei Cipariu, cu 49 de voturi și canonicul Ioan Fechete Negruțiu cu 36 de voturi.
A fost numit mitropolit Ioan Vancea, la 21 octombrie 1868. A fost confirmat de Sfântul Scaun la 21 decembrie 1868. A fost instalat în scaun la Blaj, prin episcopul Alexandru Dobra de la Lugoj, care era delegat din partea papei Pius al IX-lea, la 11 aprilie 1869, când a fost numit și consilier intim de stat.
La 9 noiembrie 1869 a plecat la Roma, fiind însoțit de secretarul mitropolitan dr. Victor Mihali de Apșa, pentru a participa la Conciliul (Sinodul) ecumenic Vatican I. A rămas la Roma până în 30 iunie 1870. Cu acest prilej mitropolitul Ioan Vancea a fost cel care a săvârșit prima liturghie greco-catolică în limba română în Catedrala Sfântul Petru, în fața corpului episcopal din lumea întreagă, la data de 28 ianuarie 1870. I-a avut diaconi pe canonicul Ioan Sabo și pe Victor Mihaly de Apșa. A fost elogiat de către înalții prelați participanți pentru erudiția, precum și pentru perfecta cunoaștere a limbii latine. 
În cadrul conciliului, Ioan Vancea a apărat autonomia, ritul și limba liturgică română. A obținut dezmembrarea parohiilor române unite de la Sighetu Marmației și Slatina de la Episcopia Ruteană Greco-Catolică de Muncaci, și arondarea lor la Episcopia Română Unită de Gherla. În conciliu a luptat mult pentru autonomia Bisericii Române Unite și guvernarea ei în baza legislației canonice. A fost sprijinit în acest scop de Iosif Pop Silaghi, episcop greco-catolic de Oradea, care a participat și el la Conciliul Vatican I.
În scopul îndrumării eficiente a vieții spirituale, precum și în scopul progresului Bisericii, mitropolitul Ioan Vancea a folosit căile vizitațiilor canonice și sinoadelor arhidiecezane și provinciale. Astfel, în sinoadele provinciale din anii 1872 și 1882 de la Blaj, au fost emise canoane privind organizarea bisericească, viața clerului, educația tineretului, ordinul călugăresc basilitan (al Sf. Vasile cel Mare). Au fost subliniate adevărurile de credință comune cu cele ale Bisericii Catolice romane (de rit latin), însă s-a subliniat obligația păstrării neștirbite a rânduielilor Bisericii Greco-Catolice: ritualul, disciplina bisericească, calendarul. Toate acestea au fost aprobate de papa Leon al XIII-lea.
În cadrul sinoadelor arhidiecezane, din anii 1869, 1882, 1889, s-a hotărât să fie sprijinită înmulțirea fundațiilor și susținuți preoții, văduvele, școlile confesionale, orfanii. S-a hotărât să se stârpească concubinajul.
Congresul scolastic Arhidiecezan de la Blaj, întrunit la 1-5 iunie 1873, a emis hotărâri importante în scopul dezvoltării învățământului românesc, în conformitate cu legea școlară cunoscută după numele inițiatorului, J. Eötvös, din 1868. S-a cerut preoților, protopopilor și învățătorilor-cantori să muncească „zi și noapte”, pentru asigurarea bunei funcționări a școlilor confesionale, inclusiv și acelor școli care au ajuns în proprietatea statului, pentru a nu se pierde de neam. Protopopii erau numiți inspectori școlari, în protopiatul lor. S-a cerut părinților să-și trimită, în mod regulat, copiii la școală, subliniindu-se că aceasta era o obligație atât față de Dumnezeu cât și față de națiunea română. „Știința luminează, ea deșteaptă, întărește și înavuțește pe popoare” (Circulara nr. 567 din anul 1876).
Mitropolitul Ioan Vancea a îmbunătățit, în mod substanțial, planurile și programele de învățământ ale studiilor teologice, secundare și elementare. La Seminariul teologic a mai adăugat, în anul 1879, în programul de învățământ câteva studii practice: ritul oriental, cântul, tipicul bisericesc, dreptul civil, economia rurală, medicina pastorală, iar în 1888, a mai adăugat filosofia, liturgica, omiletica. Profesorii de la seminariul teologic nu puteau fi decât doctori în teologie. Mitropolitul prezida examenele pe care le susținea clerul tânăr. Din banii proprii a ridicat internatul pentru băieți de la Blaj, pe care l-a transformat, începând cu anul școlar 1892–1893, în Școala civilă superioară de fete (cu nivel de liceu), iar pentru băieți a construit un internat mai încăpător: „Internatul Vancean”, precum și o sală de gimnastică, tot la Blaj.
A sprijinit tinerii teologi cu pregătire și calități intelectuale și preoțești superioare, trimițându-i la studii la Viena sau la Roma. În acesastă ordine de idei, îl numim pe Augustin Bunea, pe care mitropolitul Ioan Vancea l-a trimis la celebrul institut „De Propaganda Fide” din Roma, pentru studii de filosofie și teologie.
A ridicat peste 300 de clădiri școlare în satele ardelene.
S-a aflat în rândul marilor luptători pentru cauza națională a românilor ardeleni. Mitropolitul Ioan Vancea de Buteasa a semnat, alături de George Barițiu, Ilie Măcelariu și de dr. Ioan Rațiu Memorandumul de la Blaj din 3 iulie 1872, în care se cerea, printre altele, conducerea autonomă a școlilor, liberă și independentă de organele statului, limba română - limbă de predare în învățământul universitar, școli agronomice etc. 
A respins, în mod ferm, în discursul rostit la 13 mai 1879, în Casa Magnaților, proiectul unei legi propuse de ministrul Ágoston Trefort. Prin acest proiect de lege, se dorea introducerea limbii maghiare în toate școlile românești. Mitropolitul Ioan Vancea a arătat că Biserica nu poate să lase să-i scape din mână libertatea conștiinței. Pentru Biserica Română Unită, limba română este o  condiție „sine qua non” a existenței sale. Mitropolitului Ioan Vancea i s-au raliat, în această privință, și mitropolitul ortodox de la Sibiu Miron Romanul, precum și episcopul greco-catolic de la Lugoj Victor Mihaly de Apșa și episcopul ortodox de Arad Ioan Mețianu.
Mitropolitul Ioan Vancea a sprijinit gospodărirea și înfrumusețarea Blajului. Prin ajutorul dat de el, s-au realizat introducerea apei curente, canalizarea, trotoarele și alte lucrări de urbanism și civilizare a localității. A avut nu numai un înalt gust estetic, ci și generozitatea necesară unor mari realizări.

## Sfârșitul vieții
Mitropolitul Ioan Vancea a murit, de inimă, la Blaj, la 31 iulie 1892. A fost înmormântat în cripta arhiereilor din Blaj.

## Succesiunea apostolică
Între paranteze sunt notați anii consacrărilor episcopale.
- Arhiepiscop Ioan Vancea de Buteasa † (1865)
- Arhiepiscop Iosif Pop Silaghi † (1863)
- Arhiepiscop Alexandru Sterca-Șuluțiu † (1851)
- Episcop Vasile Erdeli † (1843)
- Episcop Ioan Lemeni † (1833)
- Episcop Samuil Vulcan † (1807)
- Episcop Ioan Bob † (1784)
- Episcop Grigore Maior † (1773)
- Episcop Vasilije Božičkovič † (1759)
- Episcop Manuel Mihail Olsavszky † (1743)
- Episcop Inocențiu Micu-Klein † (1730)
- Episcop György Bizánczy † (1715)
- Episcop Lev Kiska † (1711)
- Episcop Jurij Vinnickij † (1700)
- Episcop Lev Zalenszkij † (1678)
- Episcop Kiprian Zsochovszkij † (1671
- Episcop Havrijil Kolenda † (1652)
- Episcop Antin Szielava † (1624)
- Episcop Joszif Veljamin Ruckij † (1613)
- Episcop Ipatij Potij  † (1593)
- Episcop Mychajlo Rohoza † (1589)

## Lucrări
1. Dialog despre Constituțiunea Bisericii și despre Sinóde, 1861
2. Biografia sinoptică a episcopului greco-catolic român de Nagy Varad (Oradea) oarecând Vasiliu Baron de Erdely
3. Sute de pastorale și circulare.

## Cinstirea mitropolitului Ioan Vancea
- O stradă din Blaj îi poartă numele: strada Mitropolit Ioan Vancea